# Lâu đài Blois
Lâu đài Blois (Château de Blois) nằm tại tỉnh Loir-et-Cher, thuộc thung lũng sông Loire, Pháp. Đây từng là nơi ở của một vài vị vua Pháp, cũng là nơi Jeanne d'Arc đến vào năm 1429, được ban phúc bởi Giám mục Reims trước khi tới Orléans để chiến đấu chống lại người Anh.
Nằm ở giữa thành phố Blois, lâu đài Blois gồm nhiều tòa nhà được xây dựng từ thế kỷ 13 đến thế kỷ 17. Chi tiết kiến trúc nổi tiếng nhất của lâu đài là chiếc cầu thang xoắn ốc thuộc dãy François I.